# Alotau
Alotau est une ville de Papouasie-Nouvelle-Guinée.
Il s'agit de la capitale de la province de Baie Milne.